# MI4
MI4 was de Britse militaire inlichtingendienst sectie 4 (British Military Intelligence Section 4), die zich in de Tweede Wereldoorlog bezighield met de ondersteuning van het Britse leger door het van kaarten te voorzien. MI4 staat daarom bekend als de map support unit.